# 儒醫吳天祐紀念碑
儒醫吳天祐紀念碑，位於臺灣新竹縣竹東鎮南華里竹東國小內，係紀念捐地者父親吳天祐，為新竹縣文化資產歷史建築。

## 由來
吳天祐又名吳鴻禎，為廣東省鎮平縣人，生於道光十九年（1839年）農曆正月初五日。來臺灣後，選擇在今竹東國小附近開設一家中藥店，因醫術高明，累積財富，購買一大片田地。他被鄉民尊為儒醫，明治末年逝世，享壽七十二歲。
其長子吳錦堂繼承父親衣缽，二十六歲即以優異成績被日本政府甄選為樹杞林的「台灣醫生總代」。當竹東公學校在大正十四年（1925年）想闢建操場，吳錦堂就捐近廿公頃的土地為公學校操場用地。該年代吳家大片土地被日人看中，徵收為學校和神社用地，吳家唯一的要求是為先人吳天祐在學校操場後方立碑。吳錦堂聘請專精土木營造的姪兒范光祿興建。當時特地前往新加坡考察當地以虎標萬金油起家的胡文虎與胡文豹所立造的紀念石碑。其大部分的材石均取自於頭前溪的油麻石，當年一次得動用廿六人合力扛運，再將大石切割成小磚後，還得依建構方位依序編號，此創舉是地方上一件大事，為地方人士津津樂道。碑身及週邊設施歷經一年餘始完工，1933年8月竣工。

## 樣貌

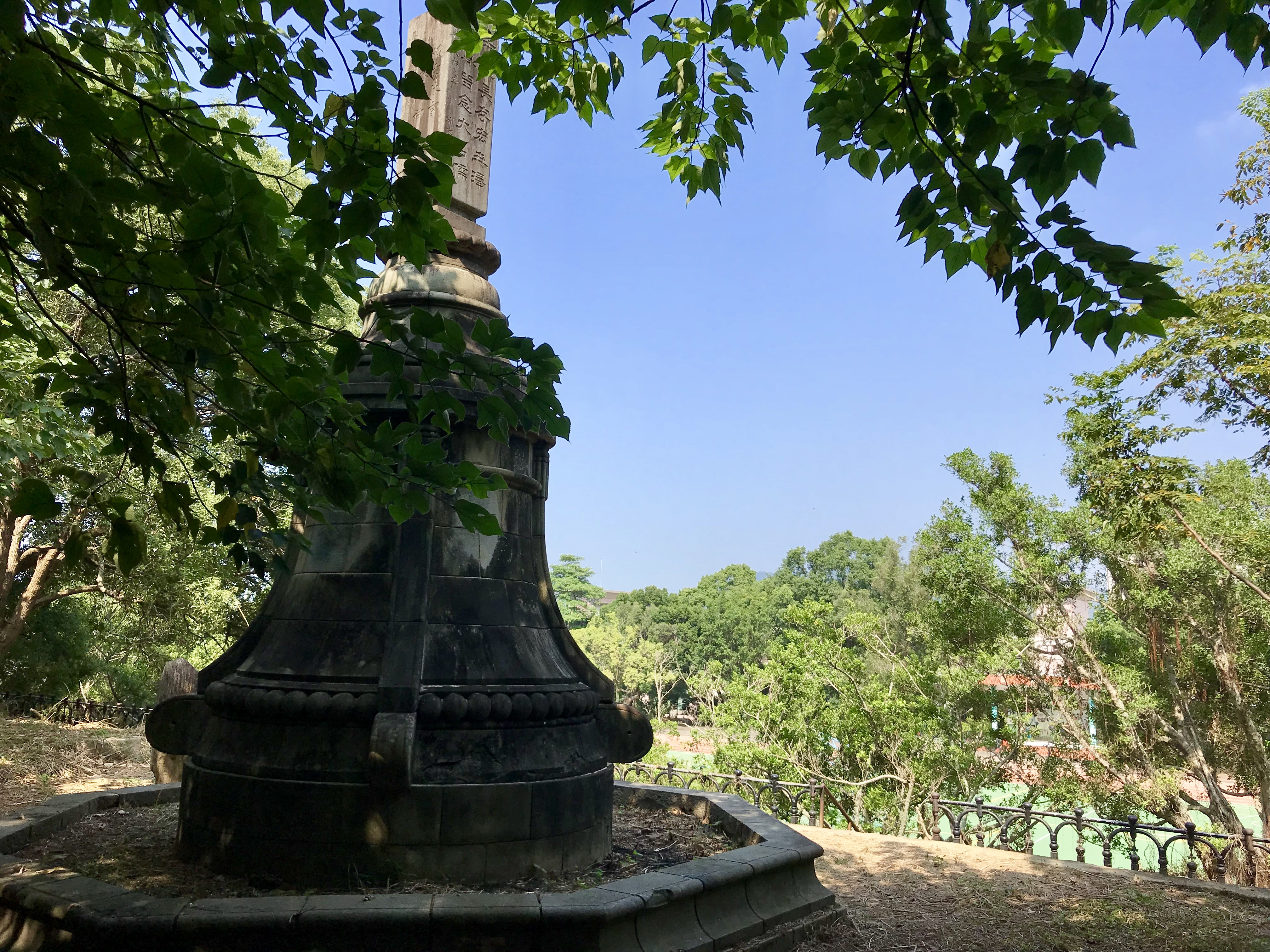
吳天祐紀念碑與竹東國小操場

整體空間為一座直豎總高4公尺的石碑，加上三座橫的石牆構築而成，座向西南朝東北，面對學校大操場。石碑為二座式，中間以一座圓底搭配四方體石柱。碑座表面飾以洗石子，整體造型柔和。
正面碑文為台灣總督府總務長官平塚廣義題字「儒醫吳天祐先生之記念碑」。頂上方柱上左右兩側分別刻「恢宏體育，煥發精神」及中壢元庠生吳榮棣撰「布德長存宏世澤，高風留念大名儒」、小字刻著「祝吳天祐先生劉家驥書」。背面刻著「二十二世祖雅訓吳啟鳳公生平篤正教讀，二十三世祖幹夫吳鴻禎原祖住鎮平，生於道光十九年正月初五日亥時誕生，壽享七十二歲，昭和八年十月竣工」。
石牆上刻有「鶴算龜齡」與「鳳毛麟趾」等字。

## 維護
日久，紀念石碑缺乏管理，雜草叢生，一度引起吳天祐後人抱怨。當地議員郭遠彰曾感嘆，竹東子弟對家鄉歷史文化越來越陌生，連念了六年竹東國小畢業的學生，竟然不知道該碑的意義。
1998年報導，客家台灣文化協會與山水坊文史工作室經一年多在新竹縣查訪，初步尋獲七座具有歷史意義的碑碣，就包含北埔事件五子碑、芎林奉憲示禁碑與義渡碑、關西道卡斯平埔族祖墓碑、竹東儒醫吳天祐紀念碑、竹東奉憲示禁碑與申約併禁碑、寶山種福堂堂規碑、與月眉公學校氏家楨治校長宋進老師紀念碑。
1999年，竹東國小為舉辦創校百年校慶，整理校史時，發現學校與吳天祐有密切關連，決定全面整建紀念碑，由縣議員郭遠彰向縣府爭取一百五十萬元經費整修。吳天祐第五代裔孫吳振勇則以一萬字加上歷史照片，投稿於《新竹文獻》介紹相關歷史。2001年5月28日，郭遠彰質詢民政局長黃隆鉅，就拿竹東圳、上坪老街、吳天祐紀念碑、示禁碑和隴西堂的照片考問，黃隆鉅全答對。該年舉行中華民國各縣市歷史建築十景時，縣府文化局額外舉辦「找尋古蹟遺珠～新竹縣歷史建築徵選活動」，在10月14日公布陳芸筠拍攝的竹東曉江亭與吳天祐紀念碑得到佳作。
2017年2月文化資產價值評估現勘會議，決議列冊追蹤。後經文史工作者古少騏提案，2018年9月底經新竹縣古蹟歷史建築審議委員會審議會，通過決議以「儒醫吳天祐紀念碑」之名登錄為歷史建築。